# Grand martin
Acridotheres grandis
Espèce
Statut de conservation UICN

 LC  : Préoccupation mineure
Le Grand Martin (Acridotheres grandis) est une espèce de passereau de la famille des Sturnidae originaire d'Asie. Il est aussi appelé Grand Mainate et Mainate à ventre blanc.

## Répartition et habitat
Ce passereau vit au nord-est de l'Inde (sud d'Assam, Nagaland et Manipur), au sud-ouest de la Chine (ouest et sud du Yunnan et sud-ouest du Guangxi), au sud-est du Bangladesh, au Cambodge, en Thaïlande, au Viêt Nam, à l'est de la Birmanie et au Laos. 
Il a aussi été introduit en Malaisie, à Singapour et en Indonésie.
Il aime les prairies, les pâturages et les jardins.

## Description
Le grand mainate est noir avec des plumes blanches sous la queue et quelques plumes blanches sur les ailes. Son bec et ses pattes sont jaunes. Ses plumes noires forment une crête caractéristique sur sa tête près du bec. 

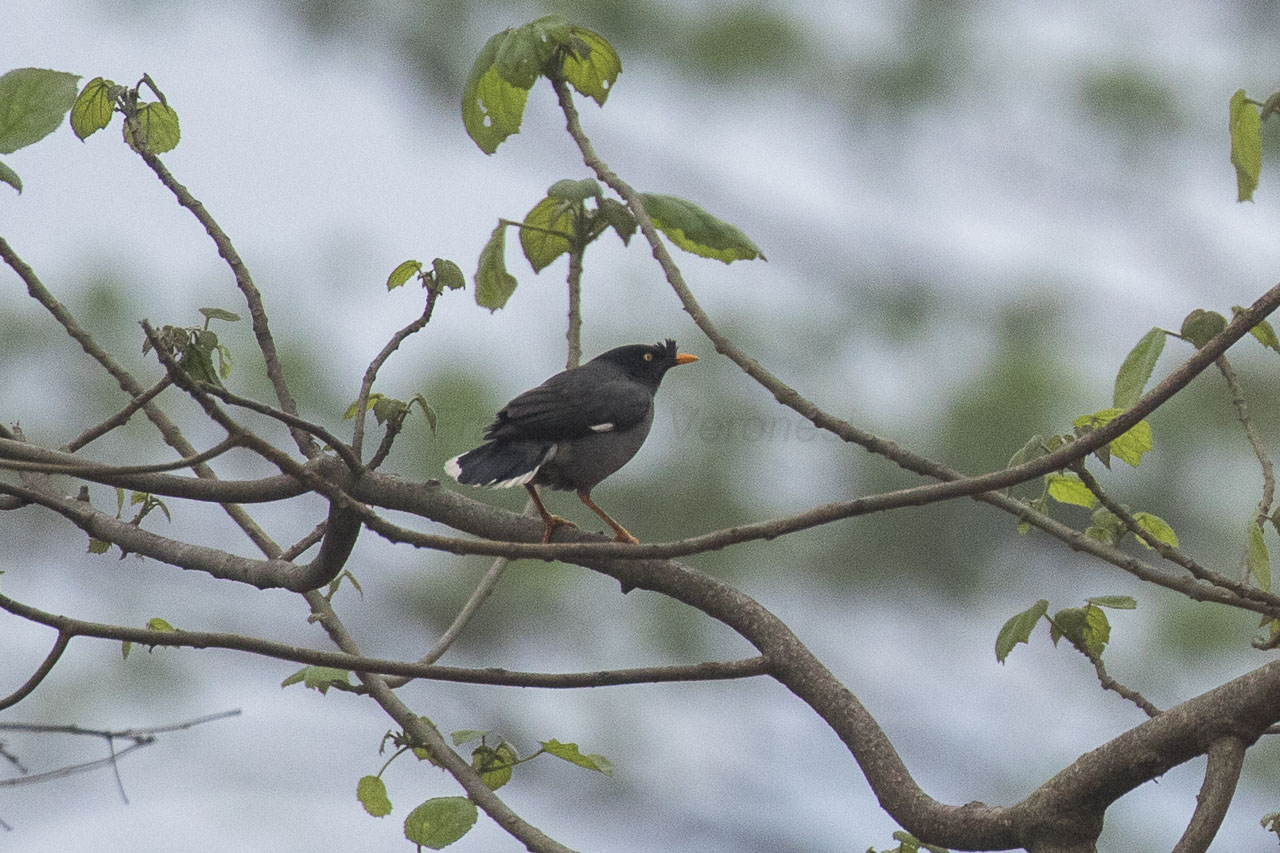
Grand mainate, Assam, Inde
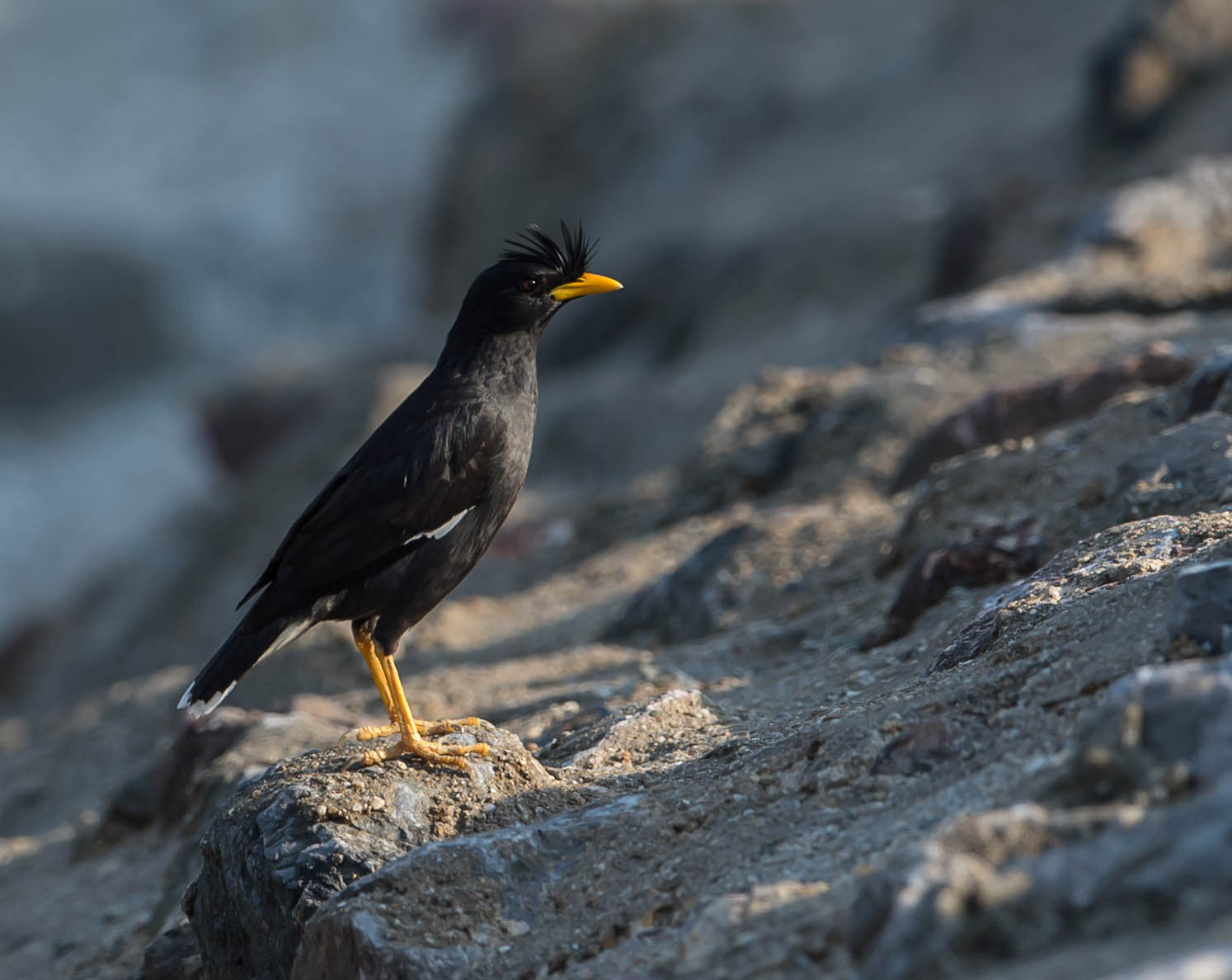
Grand martin, Phetchaburi, Thaïlande
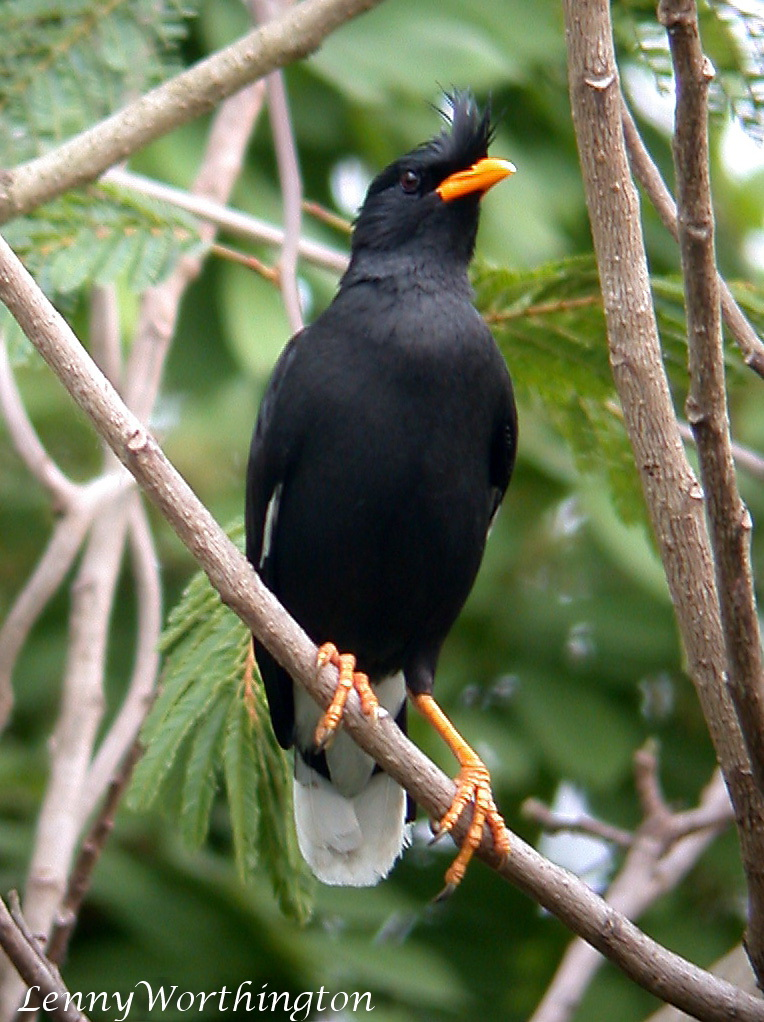
Grand martin, Bangkok, Thaïlande
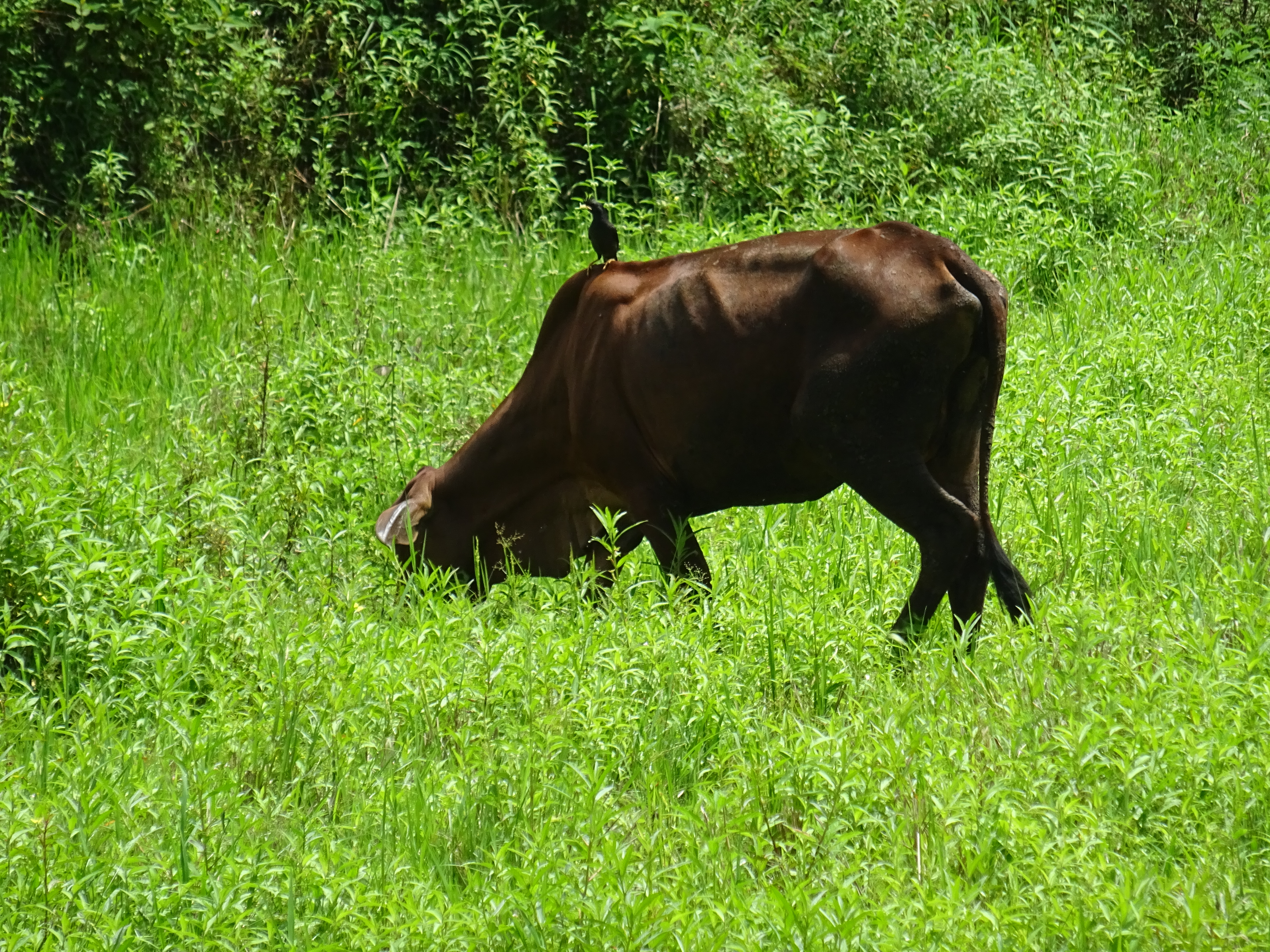
Vache et grand mainate, près du mausolée de l'empereur Minh Mang, Huê, Vietnam

Il se nourrit d'insectes et de graines.